# Emancipacija
Emancipacija je termin koji se upotrebljava pri opisivanju različitih nastojanja za dobivanje političkih prava ili ravnopravnosti za često obespravljenu skupinu.
Podrijetlo izraza latinska je riječ emancipare, koja označava puštanje odrasloga sina ili roba iz mancipiuma na slobodu svečanim polaganjem ruku. 

## Povijest
U 17. i 18. stoljeću značenje pojma uvelike se promijenilo: u to su vrijeme na snagu počeli stupati zakoni o zabrani ropstva, koji su omogućili određene društvene slobode i potaknuli borbe protiv diskriminacije i hegemonijskih struktura.
Emancipacija se često odnosi na oslobođavanje skupina koje su zbog političkih uvjerenja odnosno etničke, spolne ili društvene pripadnosti bile diskriminirane.